# ジョージ・ケイシー
ジョージ・ウィリアム・ケイシー・シニア（George William Casey, Sr., 1922年3月9日 - 1970年7月7日）は、アメリカ合衆国の陸軍軍人。ベトナム戦争中のアメリカ陸軍第1騎兵師団長として特にその名を知られる。最終階級は少将。
息子のジョージ・ウィリアム・ケイシー・ジュニアも陸軍軍人となり、2007年4月から2011年4月まで第36代陸軍参謀総長を務めた。

## 経歴
1922年、マサチューセッツ州ボストンに生まれる。 ハーバード・カレッジに1年通った後に陸軍士官学校へ進み、1945年には卒業すると共に理学士（Bachelor of Science）の学位を与えられている。
第二次世界大戦の終戦直前から陸軍将校として勤務する。終戦後は第7歩兵師団の一員として日本への進駐軍に参加した後、朝鮮戦争にも従軍した。1950年代半ばには国防総省に勤務し、その後陸軍指揮幕僚大学を卒業した。
1958年にはジョージタウン大学にて国際関係に関する修士号（Master of Arts）を与えられ、1963年には国防大学を卒業、1965年にはジョージ・ワシントン大学にて経営学修士（Master of Business Administration）を与えられている。大学院研究（postgraduate study）はハーバード大学のウェザーヘッド国際情勢センターで行なった。
その後、欧州に駐屯する第8歩兵師団に配属され、同師団隷下の第39歩兵連隊第1大隊および第3旅団に勤務した。
ベトナム戦争中の1966年から1967年まで、ベトナムにて第1騎兵師団の参謀長と同師団隷下の第2旅団長を務める。その後一時本土に戻り陸軍戦闘開発コマンド(Combat Development Command, CDC)内の戦闘武器グループ(Combat Arms Group)での勤務を経て、再びベトナムに送られ第1騎兵師団の副師団長を務めた後、師団長に就任した。
1970年7月7日、ベトナム共和国領内にて搭乗していたUH-1ヘリコプターの墜落により事故死した。彼は負傷兵らを激励するべくカムランへ向かう途中だったが、悪天候に見まわれた末、バオラク (Bao Luc) 近くの山岳に衝突・墜落したのである。
その後、ケイシーはアーリントン国立墓地に埋葬された。彼はベトナムで死亡した3人の少将の1人で、彼のほかにキース・ウェア、ジョン・A・B・ディラード (John A. B. Dillard) の両少将が死亡している。
ケイシーは結婚しており、3人の娘と2人の息子がいた。